# 杨继学
杨继学（1950年—），湖北荆门人，汉族，中华人民共和国政治人物、第十一届全国人民代表大会湖北地区代表。
毕业于华中师范大学区域经济学专业，是中共党员。担任中国葛洲坝集团公司总经理。2008年起担任全国人大代表。